# در باب معماری

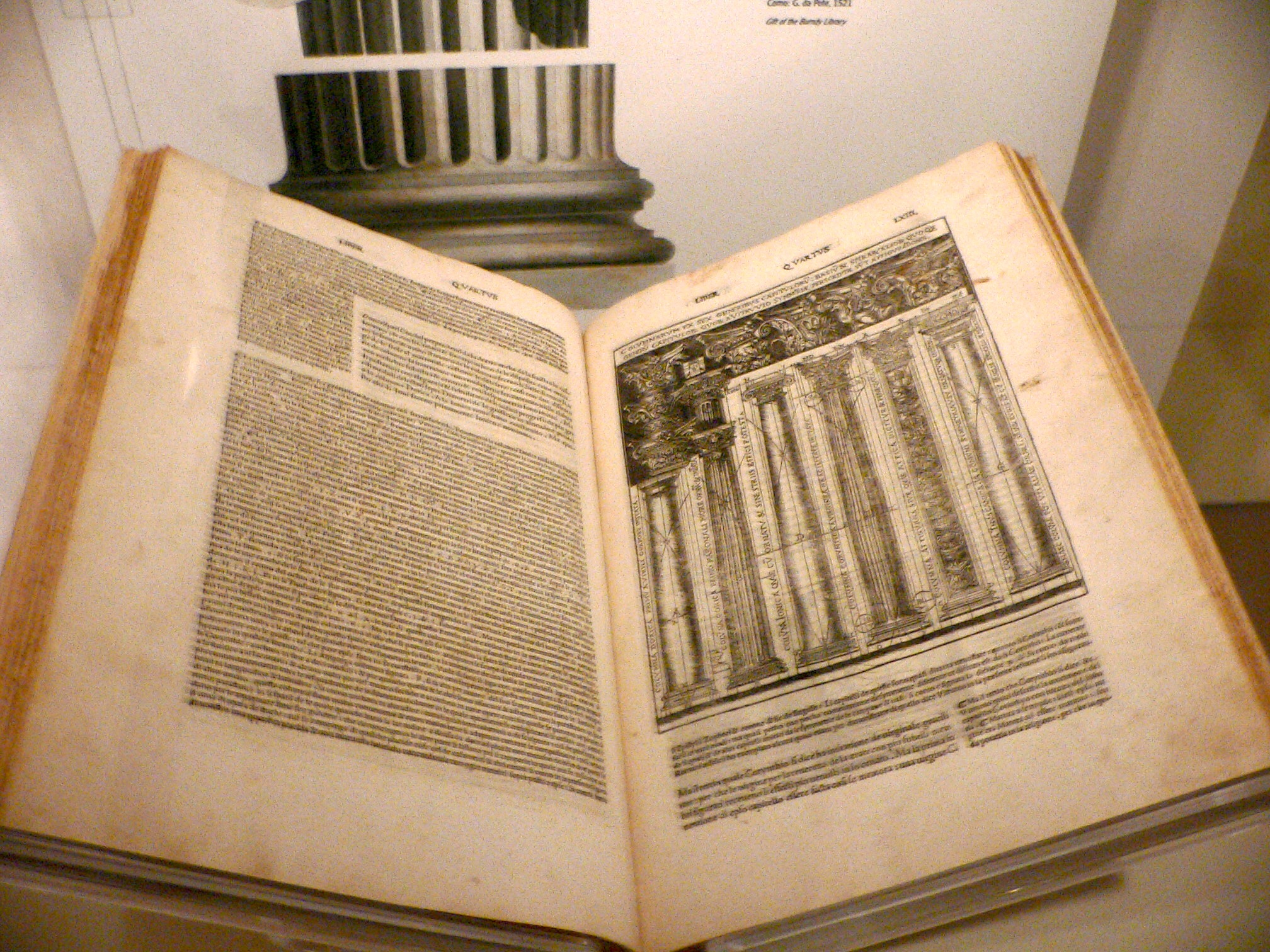
نسخه ایتالیایی کتاب مربوط به سال 1521 ترجمه شده توسط چزاره چزاریان(Cesare Cesariano)

در باب معماری (De architectura) کتابی است در مورد معماری که توسط معمار رومی، ویتروویوس، نگاشته شده و به امپراتور دوره خود، سزار آگوستوس، تقدیم شده و هدف از نگارش آن نوشتن راهنمایی برای طرح‌های ساخت‌وساز بوده‌است. این کتاب یکی از مهم‌ترین منابع دانش امروزی در مورد روش‌های ساخت‌وساز رومی‌ها است. این کتاب هم‌چنین منبع اصلی داستان معروف ارشمیدس و کشف او در گرمابه است.
ترجمه این کتاب به فارسی که نام «ده کتاب معماری» را داراست، در سال ۱۳۸۸ توسط ریما فیاض در انتشارات دانشگاه هنر نیز انجام شده‌است.

## زندگی و حرفه

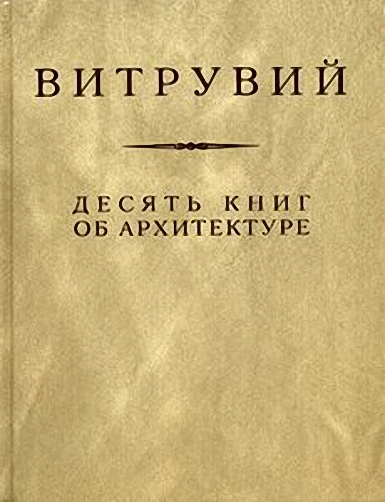
در باب معماری

اطلاعات کمی در بار زندگی ویترویوس در دسترس می‌باشد. اکثر منابع در بار وی از تنها اثر وی که برجا مانده‌است (ده کتاب معماری) استخراج شده‌است. نامشخص است که آیا حقیقتاً اسم و لقب وی مارکوس پولیو بوده‌است یا نه. آنچه در بار او واضح است این می‌باشد که وی معمار بود. معماری رومی بار گسترده‌تر از یک موضوع در حال حاضر از جمله زمینه‌های مدرن معماری، مدیریت ساخت، مهندسی ساختمان، مهندسی شیمی، مهندسی عمران، مهندسی مواد، مهندسی مکانیک، مهندسی نظامی و برنامه‌ریزی شهری بود. ۱۴
با این حال تنها ساختمانی که ما می‌دانیم او کار کرده‌است؛ کلیسایی است که خود وی در کتاب‌هایش به آن اشاره می‌کند." این کلیسا در ۱۹ سال قبل از میلاد به پایان رسید. این بنا در شهر فانوم فورتونائه، که شهر کنونی فانو می‌باشد ساخته شده‌است. کلیسای فانو به طور کامل ناپدید شده‌است، به طوری که بازسازی آن امکان‌پذیر نبوده‌است.
گرولامو کاردانو (Gerolamo Cardano)، در کتاب خود به نام «ظرافت اشیاء» (De subtilitate rerum)، ویترویوس را در رتبه دوازده شخصی قرار می‌دهد که جزو برترین اشخاص آن زمان در دسته‌بندی مردان مخترع و نابغه می‌باشد.

## ده کتاب معماری ویترویوس
ویترویوس که به درستی روشن نیست در چه دوره‌ای می‌زیست. احتمال می‌دهند با توجه به محتوای کتاب و ذکر نام سرزمینهای خاص در آن، از دوره آگوستوس یا در سده‌های اولیه میلادی کتاب خویش را نوشته باشد. کتاب وی حاوی ده قسمت است که هر کدام را یک کتاب خوانده‌است؛ و در هر کتاب موضوعاتی را که یک معمار می‌بایست بداند آورده‌است.
وی می‌گوید: معمار باید به اقسام مختلفه علوم آراسته باشد، چون با قوهٔ تمیز او است که تمامی آثار دیگر هنرها به محک در می‌آیند. این معرفت زائیده علم و عمل است. عمل، ممارست مداوم و منظم در کار است... و علم... قدرت بیان و نمایش مهارت معمار است براساس اصول تناسب. [معمار] باید هم با لذات با استعداد باشد و هم مستعد تعلیم یافتن. نه استعداد ذاتی بی تعلیم و نه تعلیم بی استعداد ذاتی هنرمندی کامل نتواند ساخت.

## مفاهیم کتاب
ویترویوس هر یک از عناوین ذکر شده در قسمت بالا را در کتاب‌هایش به تفصیل شرح می‌دهد و به ما نشان می‌دهد که حوزهٔ دانش معماری در زمان وی چقدر گسترده بوده‌است. رعایت اخلاق در معماری از اهمیت ویژه‌ای برخوردار بوده‌است.
وی در این کتاب می‌گوید: "معمار باید به اقسام مختلفه علوم آراسته باشد، چون با قوهٔ تمیز او است که تمامی آثار دیگر هنرها به محک در می‌آیند. این معرفت زاییده علم و عمل است. عمل، ممارست مداوم و منظم در کار است... و علم... قدرت بیان و نمایش مهارت معمار است براساس اصول تناسب. [معمار] باید هم با لذات با استعداد باشد و هم مستعد تعلیم یافتن. نه استعداد ذاتی بی تعلیم و نه تعلیم بی استعداد ذاتی هنرمندی کامل تواند ساخت.
وی [باید] تعلیم یافته باشد، ماهر در [کار] با قلم، هندسه آموخته، تاریخ بسیار بداند، اندیشه فیلسوفان را به دقت دریافته باشد، موسیقی بفهمد، اندکی از طب بداند، نظرات مردان قانون را بداند، و با نجوم و علم صور فلکی آشنا باشد."
ویترویوس هر یک از عناوین فوق را در کتاب‌هایش به تفصیل شرح می‌دهد و به ما نشان می‌دهد که حوزهٔ دانش معماری در زمان وی چقدر گسترده بوده‌است. رعایت اخلاق در معماری از اهمیت ویژه‌ای برخوردار بوده‌است.
وی همچنین میفزاید:"... فلسفه، معمار را با مناعت می‌سازد و نه خودبین، و خاضع، عادل و درستکار می‌سازد بدون آزمندی. این اهمیتی به سزا دارد، زیرا اثری نمی‌تواند به درستی خلق شود بدون صداقت و راستی. [معمار] نبایدآزمند باشد و خاطر خویش را با اندیشه کسب درآمد مشغول نماید، لکن وی باید با اعتبار مقام خویش را حفظ کند با کسب خوشنامی.
ویترویوس معتقد است که به علت گستردگی دانش معماری هر کس به آسانی خویش را نمی‌تواند معمار بخواند مگر اینکه در تمام این علوم ممارست کرده باشد: «... چون این مبحث دامنه‌ای گسترده دارد،...، من فکر می‌کنم کسان حق ندارند خویش را عجولانه معمار بدانند، بی آنکه از کودکی از پله‌های این علوم بالا رفته باشند و بدینسان، پرورش یافته با دانش هنرها و علوم مختلف، به اوج سرزمین مقدس معماری برسند.»
یکی از معماران قدیمی به نام پیتوس رساله‌ای در باب معماری نوشته بود که در آن وی اشاره کرده بود که اگر چه دامنه علوم در حوزه معماری گسترده‌است اما معماران باید در هر یک از شاخه‌های آن به اوج و کمال برسند و حتی از کسانی که تنها یک رشته را در پیش گرفته‌اند گوی سبقت بربایند. ویتروویوس به دیدگاه او انتقاد می‌کند و می‌گوید:"... اما این در واقع تحقق نمی‌یابد... زیرا در میان تمام... این موضوعات یک کس قادر نخواهد بود به کمال برسد، به این علت که به ندرت در توان وی است تا علم جامع آن‌ها را درک کند و بفهمد.

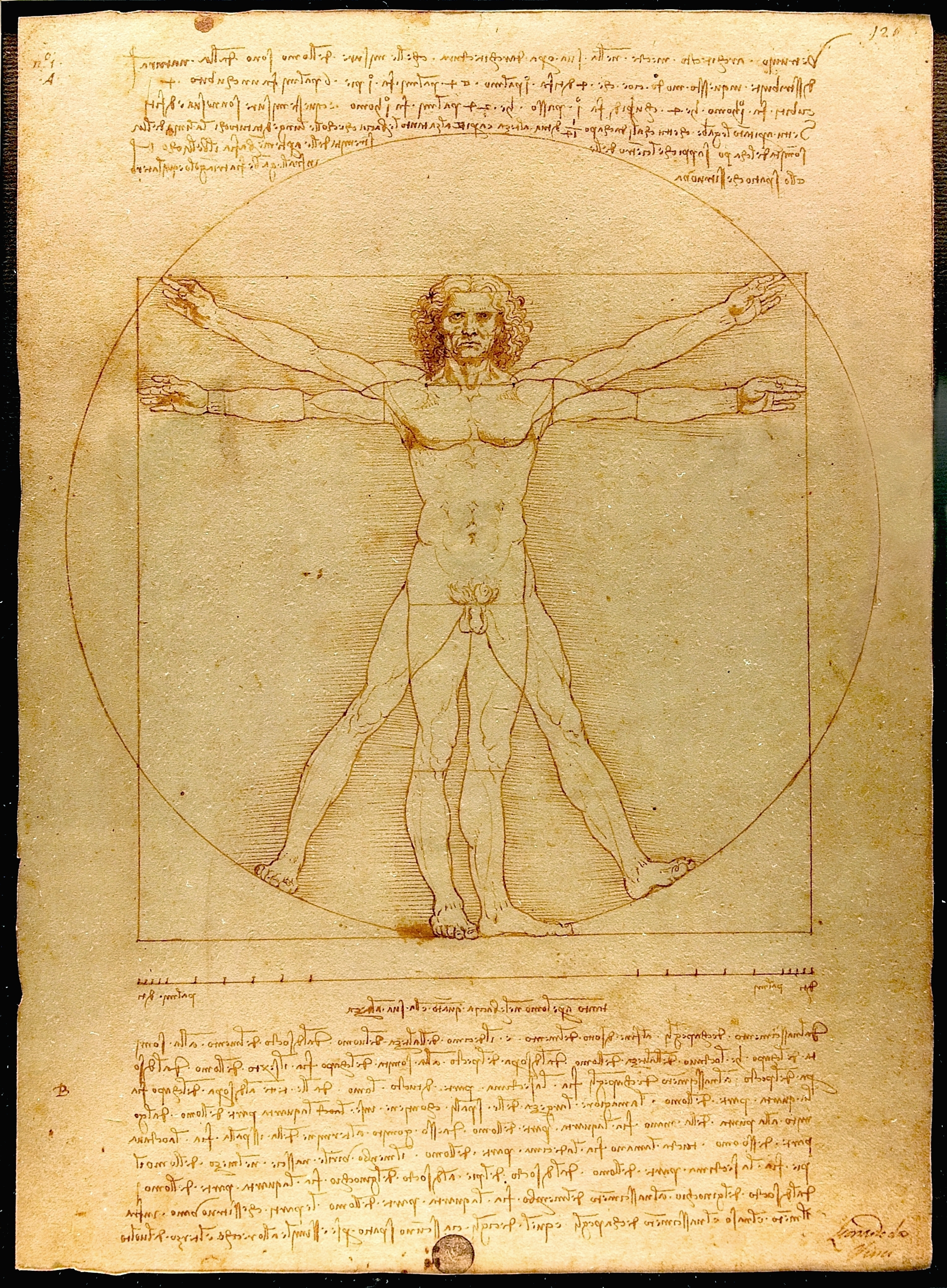
مرد ویترویوسی، اثر لئوناردو دا وینچی، در حدود ۱۴۸۵ میلادی.

ویترویوس اضافه می‌کند:"... این تنها معماران نیستند که نمی‌توانند در همه علوم به کمال دست یابند، لکن حتی مردانی که به تنهایی در [یکی از] هنرها مهارتی یافته‌اند همگی به بالاترین نقطه شایستگی دست نمی یابتد... [پس] چگونه معمار، که باید در بسیاری هنرها ماهر باشد، نه تنها زبردست باشد و نقصانی نداشته باشد..."
ویترویوس تأکید می‌کند که معماران باید قوانین زمان خویش را بدانند و بناها را چنان نسازند که بعدها بین مالکین ساختمان‌های همجوار اختلاف پیش آید."... و همینطور درباره اصول قانون، وی باید آن [قوانینی] را بداند که لازم اند در ساختمانهایی که دیوارهای مشترک دارند، با توجه به آبی که از ناودان‌ها می‌ریزد، و نیز قوانینی دربارهٔ زهکش‌ها، پنجره‌ها، و تامین آب؛ و سایر مقولات ا زاین دست یابد بر معماران شناخته باشد، تا، پیش از آنکه ساختمانها را شروع کنند“ دقت نمایند مسائلی اختلاف‌برانگیز برای صاحبان خانه به جای نگذارند، تا پس از پایان یافتن کار، به حل آن بپردازند، و بنابراین در تنظیم قراردادها علائق صاحبکار و مقاطعه‌کار هر دو عاقلانه حفظ شود. "
ده کتاب معماری نه تنها به مانشان می‌دهد که دامنه دانش معماری در زمان ویترویوس بسیار گسترده‌تر از امروز بود، بلکه معلوم می‌کند که دغدغه‌های معمار طی این دو هزارسال فاصله زمانی تغییر چندانی نکرده‌است و معماری هنوز ریشه در گذشته دارد.

## نفوذ کتاب در هنر معماری
کشف کتاب ویترویوس تأثیر عمیقی بر معماران دوره رنسانس داشته‌است که موجب ایجاد سبک نئوکلاسیک شده‌است. معماران رنسانس مانند نیکلی، برونلشی و لئون بتیستا البرتی، منطقه خود را در آثارشان از این کتاب برداشت نموده‌اند. بهترین اثر سیاه قلم لئوناردو دا وینچی به نام ویترویوس براساس مفاهیمی است که‌در این کتاب ویترویوس مطرح شده‌است.